# Hagetmau
Hagetmau (gaskonsko Haget) je naselje in občina v jugozahodnem francoskem departmaju Landes regije Akvitanije. Leta 2009 je naselje imelo 4.539 prebivalcev.

## Geografija
Kraj leži v pokrajini Gaskonji ob reki Louts, 28 km jugozahodno od Mont-de-Marsana in 53 km severozahodno od Pauja.

## Uprava
Hagetmau je sedež istoimenskega kantona, v katerega so poleg njegove vključene še občine Aubagnan, Castelner, Cazalis, Horsarrieu, Labastide-Chalosse, Lacrabe, Mant, Momuy, Monget, Monségur, Morganx, Peyre, Poudenx, Sainte-Colombe, Saint-Cricq-Chalosse, Serres-Gaston in Serreslous-et-Arribans z 9.687 prebivalci (v letu 2009).
Kanton Hagetmau je sestavni del okrožja Mont-de-Marsan.

## Zanimivosti
- romanska grobnica sv. Geroncija, mučenca iz 5. stoletja, edini ostanek nekdanje opatije, vmesna postaja na romarski poti Via Lemovicensis v Santiago de Compostelo,
- dvorec Hagetmau iz 17. stoletja,
- športni kompleks La cité verte, z olimpijskim bazenom Henri Capdevielle,
- arena Hagetmau.

## Promet
- končna železniška postaja na progi Saint-Sever - Hagetmau.

## Osebnosti
- Auguste-Jean Gilliot (1890-1972), general in politik;

## Pobratena mesta
- Tordesillas (Kastilija in Leon, Španija);